# الأمر التنفيذي رقم 13303

رو
أصدر الرئيس الأمريكي جورج دبليو بوش الأمر التنفيذي رقم 13303 في 22 مايو 2003 لحماية صندوق تنمية العراق لإعادة إعمار العراق من أي حكم أو امتيازات قانونية. علاوة على ذلك، فإنه يحمي منتجات النفط العراقية ومصالحها وملكية الأشخاص الأمريكيين (المُعرّفين بأنهم يشملون الشركات الأمريكية) من الحجز أيضًا. ينهي الأمر التنفيذي رقم 13303 أيضًا العقوبات المحددة في الأوامر التنفيذية رقم 12722 و12724 و 13290 ، كما تنطبق على صندوق التنمية. يوفر الأمر التنفيذي رقم 13303 في الواقع درعًا قانونيًا واسع النطاق بشكل غير عادي لأي وجميع المقاولين والمرتزقة الذين يعملون في العراق نيابة عن الشركات الأمريكية في أي مؤسسة متعلقة بالنفط. كما يعلن الأمر التنفيذي حالة طوارئ وطنية للتعامل مع التهديد الذي يواجه إعادة إعمار العراق سلميًا، والتي جددها رؤساء الولايات المتحدة كل عام منذ ذلك الحين، وآخرها في مايو 2024.
العنوان الكامل للأمر هو الأمر التنفيذي لحماية صندوق التنمية للعراق وبعض الممتلكات الأخرى التي للعراق مصلحة فيها.

## تأثيرات الأمر التنفيذي رقم 13303
الهدف الرئيسي للأمر التنفيذي رقم 13303 هو توفير الحماية القانونية لشركات النفط الأمريكية. ويُعدّ هذا الأمر جزءًا من مسعى أوسع نطاقًا لإدارة بوش للسيطرة على عائدات النفط العراقي. وتتمحور الخطة حول صندوق تنمية العراق، الذي أنشأته الأمم المتحدة وتديره الولايات المتحدة اسميًا، بمشورة من البنك الدولي وصندوق النقد الدولي.
أما الجزء الثاني من الخطة فهو المرسوم التنفيذي رقم 13303، الذي يوفر الحماية القانونية المطلقة للمصالح الأميركية في النفط العراقي.

## الجدل
يزعم منتقدو الأمر التنفيذي رقم 13303 أن ديونًا جديدة للعراق ستُجمع من صندوق التنمية العراقي الجديد. ويشيرون إلى أن هذا الأمر سيتيح فرصًا لانتهاكات جسيمة، نظرًا لقلة سياقه التوضيحي، ونبرته التي توحي بضرورة فهمه على نطاق واسع. وتنبع هذه المخاوف من احتمالية استخدام الصندوق لاستغلال مصالح الحكومة والشركات الأمريكية.
وافق مجلس الأمن التابع للأمم المتحدة على القرار رقم 1483 في 22 مايو/أيار 2003، منهيًا بذلك العقوبات الاقتصادية المفروضة على العراق، وممهدًا الطريق لتحويل أكثر من مليار دولار أمريكي من برنامج النفط مقابل الغذاء كرأس مال أساسي لإنشاء صندوق التنمية. ويشعر المنتقدون بالقلق أيضًا لأن جميع عائدات بيع النفط والغاز الطبيعي العراقي ستُوضع في الصندوق، مشيرين إلى أن الدول النامية تراكمت عليها ديون طائلة مقابل بيع مواردها الطبيعية لشركات قوية. ويزعمون أن هذا النموذج يُخفي رعاية الشركات والاستعمار الجديد تحت ستار "تخفيف حدة الفقر"، وهو ما يُسمى الآن في العراق بـ"المساعدات الإنسانية".
هناك اختلافات بين النص الأصلي (قرار مجلس الأمن التابع للأمم المتحدة رقم 1483) والأمر التنفيذي رقم 13303، مما قد يدفع المحكمة إلى اعتبار التنفيذ واسع النطاق للغاية.

## روابط خارجية
الأمر التنفيذي رقم 13303: حماية صندوق التنمية للعراق وبعض الممتلكات الأخرى التي للعراق مصلحة فيها ، 22 مايو/أيار 2003، أرشيف البيت الأبيض